# Красносільці (Золочівський район)
Красносі́льці — село в Україні, у Золочівському районі Львівської області. Входить до складу Поморянської селищної громади. Населення — 263 особа. Площа села — 0,761 км². Поштовий код — 80752. Село утворене 1695 року. У Красносільцях стоїть дерев'яна церква Воздвиження Чесного Хреста XVII ст.